# Reina del grito

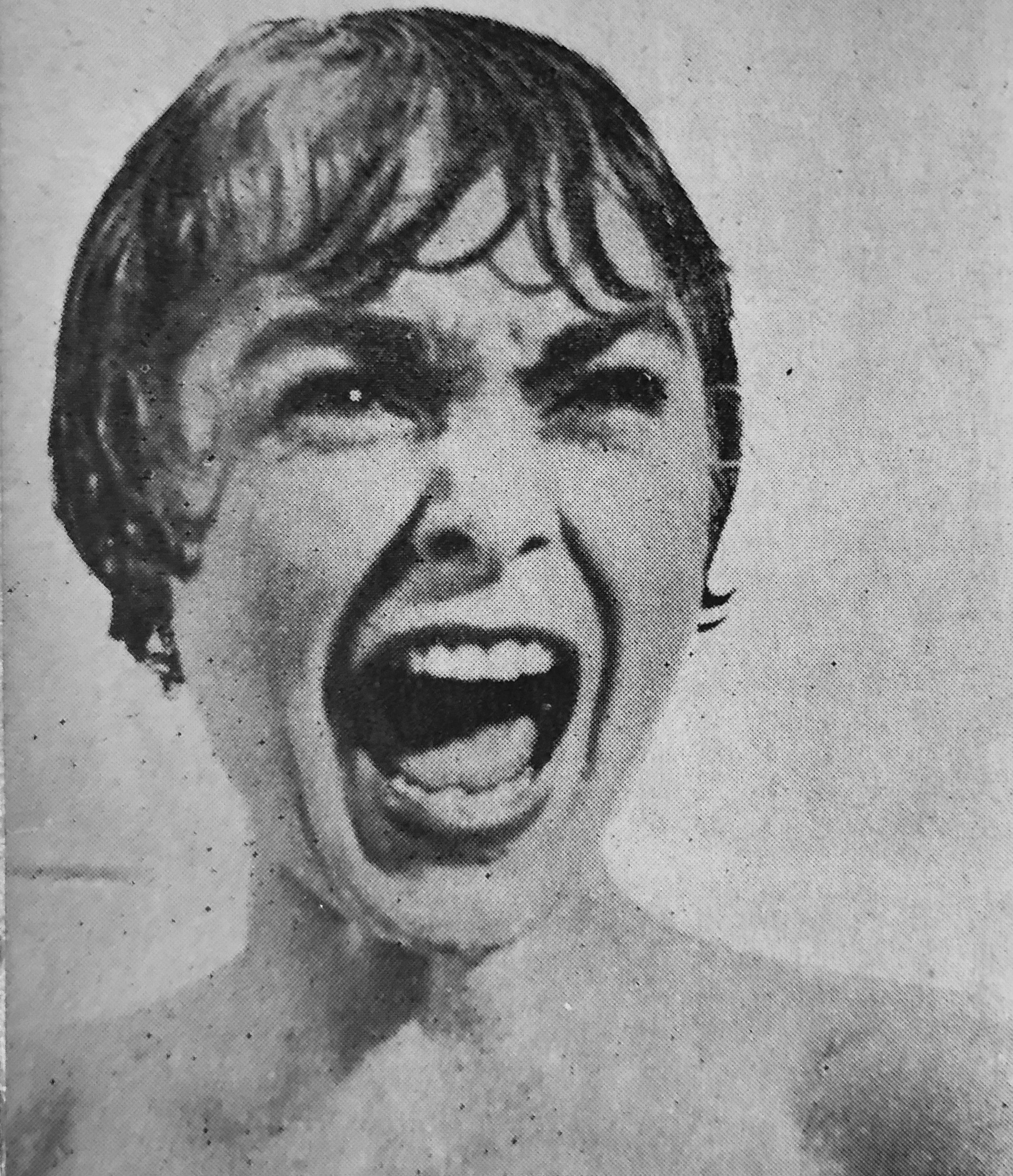
Janet Leigh fotografiada para Psycho (1960). En la imagen, Leigh grita durante la escena de la película donde es asesinada en la regadera, misma que ha sido considerada como «icónica» y recreada en otras producciones.

El término reina del grito hace referencia a una actriz que llega a ser asociada con las películas de terror, ya sea a través de un protagónico, una aparición en una entrada notable del género o como una víctima frecuente o constante en producciones derivadas.
La contraparte masculina ha sido etiquetada como rey del grito, en la cual el actor Bruce Campbell es considerado como tal por interpretar en varias ocasiones al personaje de Ash Williams en la franquicia The Evil Dead. Otros actores incluidos son Daniel Kaluuya, Patrick Wilson, Devon Sawa, Shawn Roberts, Tony Todd, Robert Englund, Evan Peters y Matthew Lillard.[cita requerida]

## Definición
El término «scream queen» se utiliza más específicamente para referirse a los personajes de «jóvenes atractivas damiselas en apuros» que han aparecido en una serie de películas en el género de terror. Lloyd Kaufman, cofundador de Troma Entertainment, señaló que ser una reina del grito es «más que llorar y tener ketchup tirado sobre ti. No solo tienes que ser atractiva, sino que también tienes que tener un gran cerebro. Estar asustada, tienes que estar triste, tienes que ser romántica».
Debbie Rochon, quien a menudo se describe a sí misma como una scream queen, escribió en un artículo publicado originalmente en GC Magazine que «una verdadera reina del grito no es la mujer perfecta. Ella es atractiva, seductora, pero más importante alcanzable al individuo medio. Por lo que parece». Y aunque las primeras reinas del grito pudieran ser mujeres que «solo tuvieron que lucir lindas y gritar mucho hasta que el héroe de la película se las arregló para salvarlas», las scream queens posteriores «muestran a las mujeres preocupadas por algo más que un hombre... a menos que dicho hombre sea el que intenta matarlas, y algunos de ellos vengándose al derrotar al villano.

## Rey del grito

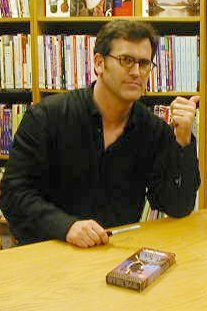
Bruce Campbell, mejor conocido por interpretar a Ash Williams en la franquicia Evil Dead, ha sido descrito como un «rey del grito».

El término «rey del grito» se ha utilizado para referirse a los actores principales masculinos que se han hecho famosos asumiendo papeles protagónicos en películas de terror como un personaje «final». Rachel Roth define el ascenso de los «reyes del grito» como resultado de alejarse de fórmulas en las que los hombres suelen ser presentados como monstruos para que un personaje femenino los combata, y las actrices son presentadas menos como víctimas y, a veces, como el propio monstruo o villano. Roth cita a Bruce Campbell como uno de los primeros ejemplos de un rey del grito por su papel en la franquicia Evil Dead. Campbell ha sido descrito como «el rey del grito definitivo.» Otro ejemplo notable de un rey del grito es Robert Englund, quien interpretó a Freddy Krueger en la franquicia A Nightmare on Elm Street.
Otros reyes del grito notables incluyen a Devon Sawa, conocido por Idle Hands y Final Destination; Patrick Wilson, quien apareció en Annabelle Comes Home, Insidious y The Conjuring; Evan Peters, el único actor masculino que aparece en nueve de las once temporadas de American Horror Story; Daniel Kaluuya, por sus intervenciones en Get Out y Nope; Finn Wolfhard, por sus papeles en It y la serie de Netflix Stranger Things, y Shawn Roberts, que apareció en películas de zombis como Land of the Dead, Diary of the Dead, y en la franquicia de Resident Evil.

## Lista
| Años activo   | Artista                 | Primera película (o serie) de terror            | Notas                                                                                            |
| ------------- | ----------------------- | ----------------------------------------------- | ------------------------------------------------------------------------------------------------ |
| 1920–1980     | Fay Wray                | King Kong                                       |                                                                                                  |
| 1922–1980     | Greta Schröder          | Nosferatu                                       |                                                                                                  |
| 1941-1995     | Abel Salazar            | El vampiro                                      | Yerno del presidente mexicano Lázaro Cárdenas del Río.                                           |
| 1945-2005     | Marga López             | Hasta el viento tiene miedo                     | [ 16 ]                                                                                           |
| 1946-2004     | Janet Leigh             | Psycho                                          | Madre de Jamie Lee Curtis.                                                                       |
| 1950-1963     | Rosita Arenas           | La momia azteca                                 |                                                                                                  |
| 1953-1998     | Momoko Kōchi            | Godzilla                                        |                                                                                                  |
| 1954–presente | Norma Lazareno          | Hasta el viento tiene miedo                     | [ 17 ]                                                                                           |
| 1956–2020     | Lorena Velázquez        | La nave de los monstruos                        | [ 18 ]                                                                                           |
| 1958–presente | Veronica Cartwright     | The Birds                                       |                                                                                                  |
| 1958–presente | Barbara Steele          | Black Sunday                                    |                                                                                                  |
| 1962–presente | Linda Blair             | The Exorcist                                    |                                                                                                  |
| 1965–2024     | Olivia Hussey           | Black Christmas                                 |                                                                                                  |
| 1965–presente | Sandra Peabody          | The Last House on the Left                      |                                                                                                  |
| 1970–2014     | Marilyn Burns           | Texas Chainsaw Massacre                         |                                                                                                  |
| 1970-2019     | Edith González          | Alucarda, la hija de las tinieblas              | [ 19 ]                                                                                           |
| 1970–2020     | Daria Nicolodi          | Deep Red                                        |                                                                                                  |
| 1971–presente | Carol Kane              | When A Stranger Calls                           | Conocida por Addams Family Values.                                                               |
| 1974–presente | Dee Wallace             | The Hills Have Eyes                             | Conocida por Cujo.                                                                               |
| 1975–presente | Lin Shaye               | Insidious, The Grudge                           | Conocida por Saga Insidious.                                                                     |
| 1976–presente | Bruce Campbell          | Evil Dead                                       |                                                                                                  |
| 1977–presente | Jamie Lee Curtis        | Halloween                                       | Hija de Janet Leigh.                                                                             |
| 1978–presente | Catriona MacColl        | City of the Living Dead                         |                                                                                                  |
| 1978–presente | Linnea Quigley          | Psycho from Texas                               | Conocida por Return of the Living Dead.                                                          |
| 1968–presente | Adrienne Barbeau        | The Fog                                         |                                                                                                  |
| 1980–presente | Connie Britton          | The Last Winter                                 | Conocida por American Horror Story.                                                              |
| 1981–presente | Sarah Michelle Gellar   | I Know What You Did Last Summer                 |                                                                                                  |
| 1982–presente | Mark Patton             | A Nightmare on Elm Street 2: Freddy's Revenge   |                                                                                                  |
| 1982–presente | Debbie Rochon           | Lurkers                                         |                                                                                                  |
| 1982–presente | Shawnee Smith           | Saw (I,II, III, IV, V, VI, X, XI), The Grudge 3 |                                                                                                  |
| 1983–presente | Heather Langenkamp      | A Nightmare on Elm Street                       |                                                                                                  |
| 1983–presente | Felissa Rose            | Sleepaway Camp                                  |                                                                                                  |
| 1983–presente | Manuela Velasco         | REC, REC 2, REC 4: Apocalipsis                  |                                                                                                  |
| 1984–presente | Barbara Crampton        | Body Double                                     | Conocida por Castle Freak y You're Next.                                                         |
| 1984–presente | Courteney Cox           | Scream                                          |                                                                                                  |
| 1985–presente | Milla Jovovich          | Resident Evil                                   |                                                                                                  |
| 1985–presente | Danielle Harris         | Halloween 4: The Return of Michael Myers        |                                                                                                  |
| 1986–presente | Sheryl Lee              | Twin Peaks                                      |                                                                                                  |
| 1986–presente | Béatrice Dalle          | À l'intérieur                                   | Conocida por The ABCs of Death 2.                                                                |
| 1986–presente | Asia Argento            | Demons 2                                        | Conocida por Land of the Dead.                                                                   |
| 1986–presente | Miranda Otto            | The 13th Floor                                  | Conocida por Annabelle: Creation.                                                                |
| 1986–presente | Naomi Watts             | Children of the Corn IV: The Gathering          | Conocida por The Ring.                                                                           |
| 1989–presente | Jennifer Love Hewitt    | I Know What You Did Last Summer                 |                                                                                                  |
| 1989–presente | Katharine Isabelle      | Disturbing Behavior                             | Conocida por Feroz.                                                                              |
| 1990–presente | Toni Collette           | The Sixth Sense                                 | Conocida por Hereditary.                                                                         |
| 1991–presente | Neve Campbell           | The Dark                                        | Conocida por la franquicia de Scream.                                                            |
| 1991–presente | Kate Beckinsale         | Haunted                                         | Conocida por Underworld.                                                                         |
| 1991–presente | Melissa McBride         | The Mist                                        | Conocida por The Walking Dead.                                                                   |
| 1991–2011     | Mercedes McNab          | Hatchet                                         |                                                                                                  |
| 1992–presente | Nanako Matsushima       | Ringu                                           | Conocida por Ringu 2.                                                                            |
| 1994–presente | Sarah Paulson           | American Horror Story                           |                                                                                                  |
| 1995–presente | Patrick Wilson          | Insidious                                       |                                                                                                  |
| 1996–presente | Rose McGowan            | Scream                                          | Conocida en la serie Embrujadas.                                                                 |
| 1996–presente | Bipasha Basu            | Raaz                                            |                                                                                                  |
| 1996–presente | Elisha Cuthbert         | Are You Afraid of the Dark?                     | Conocida por House of Wax.                                                                       |
| 1996–presente | Tiffany Shepis          | Terror Firmer                                   |                                                                                                  |
| 1996–presente | Sheri Moon Zombie       | House of 1000 Corpses                           |                                                                                                  |
| 1997–presente | Ali Larter              | Final Destination                               |                                                                                                  |
| 1997–presente | Shawn Roberts           | Goosebumps                                      | Conocida por la franquicia de Resident Evil.                                                     |
| 1997–presente | Mary Elizabeth Winstead | Wolf Lake                                       | Conocida por Final Destination 3.                                                                |
| 1998-presente | Ko Shibasaki            | One Missed Call                                 | Conocida por Battle Royale y Over Your Dead Body.                                                |
| 1999–presente | Shauna Macdonald        | The Descent                                     |                                                                                                  |
| 1999–presente | Cerina Vincent          | Fear Runs Silent                                | Conocida por Cabin Fever.                                                                        |
| 2000-presente | Kyle Gallner            | Smile, Smile 2                                  | Conocido por Jennifer's Body, The Haunting in Connecticut, A Nightmare on Elm Street y Scream V. |
| 2001–presente | Emma Roberts            | Scream 4                                        | Conocida por American Horror Story y Scream Queens.                                              |
| 2002–presente | Abigail Breslin         | Signs                                           | Conocida por Scream Queens y Little Miss Sunshine.                                               |
| 2002–presente | Jodelle Ferland         | Carrie                                          | Conocida por Case 39.                                                                            |
| 2002–presente | Finn Wittrock           | American Horror Story                           |                                                                                                  |
| 2004–presente | Chloë Grace Moretz      | The Amityville Horror                           | Conocida por Carrie.                                                                             |
| 2004–presente | Riley Keough            | Kiss of the Damned                              | Conocida por The Lodge.                                                                          |
| 2005–presente | Lupita Nyong'o          | Us                                              | Conocida por A Quiet Place: Day One.                                                             |
| 2006–presente | Daniel Kaluuya          | Get Out                                         | Conocido por Black Mirror.                                                                       |
| 2006-presente | Kate Siegel             | The Curse of the Black Dahlia                   | Conocida por Hush.                                                                               |
| 2008–presente | Samara Weaving          | The Babysitter                                  | Conocida por Boda sangrienta.                                                                    |
| 2010–presente | Jessica Rothe           | Happy Death Day                                 |                                                                                                  |
| 2010-presente | Florencia Colucci       | La casa muda                                    |                                                                                                  |
| 2011–presente | Taissa Farmiga          | American Horror Story                           | Hermana menor de Vera Farmiga.                                                                   |
| 2012–presente | Tara Basro              | Hi5teria                                        | Conocida por Satan's Slaves e Impetigore.                                                        |
| 2012–presente | Olivia Cooke            | Ouija                                           | Conocida por Bates Motel.                                                                        |
| 2012–presente | Maika Monroe            | It Follows                                      | Conocida por Longlegs y Watcher.                                                                 |
| 2012–presente | Jenna Ortega            | Insidious: Chapter 2 y Scream VI                | Conocida por Wednesday.                                                                          |
| 2012–presente | Lulu Wilson             | Ouija: Origin of Evil y Annabelle: Creation     |                                                                                                  |
| 2013–presente | Mia Goth                | A Cure for Wellness                             | Conocida por X.                                                                                  |
| 2014–presente | Victoria Pedretti       | The Haunting of Hill House                      | Conocida por You.                                                                                |
| 2015–presente | Billie Lourd            | Scream Queens                                   | Conocida por American Horror Story.                                                              |
| 2015–presente | Anya Taylor-Joy         | The Witch                                       | Conocida por Fragmentado.                                                                        |
| 2013–presente | Andi Matichak           | Halloween                                       | Conocida por Halloween Kills y Halloween Ends.                                                   |
| 2014–presente | Florence Pugh           | Midsommar                                       |                                                                                                  |
| 2011–presente | Melissa Barrera         | Scream V, Scream VI y Abigail                   | Conocida por Bed Rest.                                                                           |
| 2016–presente | Evie Templeton          | Lord of Misrule                                 | Conocida por Return to Silent Hill.                                                              |
| 2020–presente | Sophie Wilde            | Talk To Me                                      |                                                                                                  |
| 2005–presente | Sosie Bacon             | Smile                                           |                                                                                                  |
| 1988–presente | Ezequiel Rodríguez      | When Evil Lurks                                 |                                                                                                  |
| 2009–presente | Georgina Campbell       | Barbarian, The Watchers                         | Conocida por Bird Box Barcelona.                                                                 |
| 2010–presente | Megan Suri              | It Lives Inside                                 |                                                                                                  |
| 2011–presente | Jessica Sula            | Malum                                           | Conocida por Fragmentado.                                                                        |
| 2013–presente | Daniel Zovatto          | It Follows, Don't Breathe                       | Conocido por The Pope's Exorcist.                                                                |
| 1999-presente | Dan Stevens             | Abigail, Cuckoo                                 | Conocido por El gabinete de curiosidades de Guillermo del Toro (como Alo Glo Man).               |